# Clapiers
Clapiers (okzitanisch Clapièrs) ist eine französische Gemeinde mit 6010 Einwohnern (Stand: 1. Januar 2022) im Département Hérault in der Region Okzitanien; sie gehört zum Arrondissement Montpellier und zum Kanton Montpellier – Castelnau-le-Lez. Die Einwohner heißen Clapierois.

## Geographie
Clapiers ist eine banlieue im Norden Montpelliers. Der Fluss Lez begrenzt die Gemeinde im Süden. Umgeben wird Clapiers von den Nachbargemeinden Assas im Norden, Teyran im Nordosten, Jacou im Osten, Castelnau-le-Lez im Südosten, Montpellier im Süden und Südwesten sowie Montferrier-sur-Lez im Westen und Lavérune im Nordwesten.

## Bevölkerungsentwicklung
| Jahr      | 1962 | 1968 | 1975 | 1982 | 1990 | 1999 | 2006 | 2017 |
| Einwohner | 326  | 374  | 867  | 1900 | 3478 | 4631 | 4939 | 5478 |

## Sehenswürdigkeiten
- Kirche Saint-Antoine aus dem 12. Jahrhundert

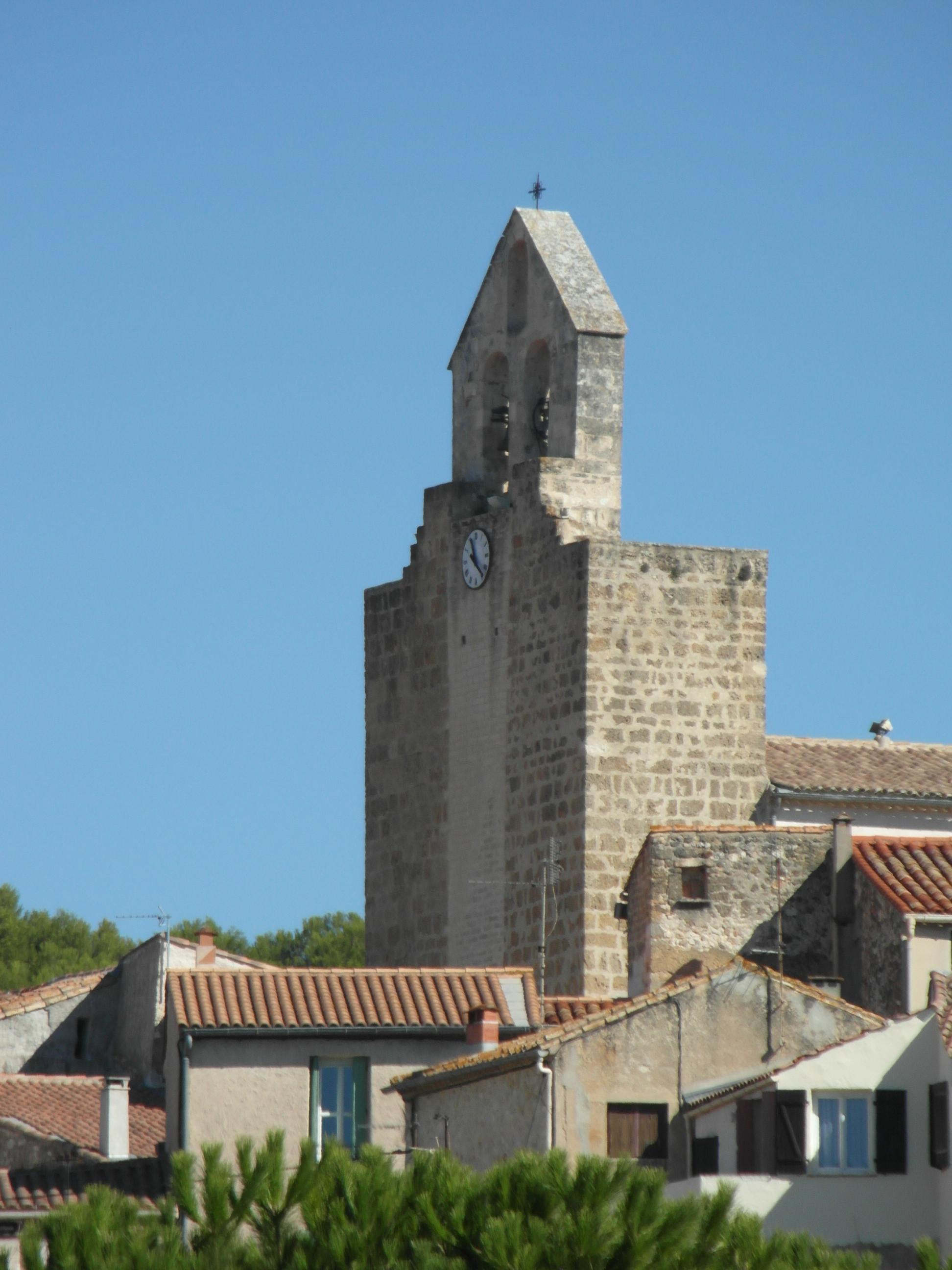
Kirche Saint-Antoine

- Rathaus